# Божичи (Черна гора)
Вижте пояснителната страница за други значения на Божичи.
Божичи (на сръбски: Божићи) е село в Черна гора, част от Община Андриевица. Населението на селото през 2003 година е 250 души, предимно етнически сърби.

## Население
- 1948 – 374 жители
- 1953 – 368 жители
- 1961 – 375 жители
- 1971 – 316 жители
- 1981 – 342 жители
- 1991 – 223 жители
- 2003 – 250 жители

### Етнически състав
(2003)
- 165 (66,0 %) – сърби
- 67 (26,8 %) – черногорци
- 11 (4,4 %) – неопределени